# 詹姆斯·羅德
詹姆斯·羅德（英語：James Roday，1976年4月4日—）是美國的一位演員。他主要的作品包括靈異妙探。

## 外部連結
- James Roday在互联网电影资料库（IMDb）上的資料（英文）
- USA Network biography of James Roday （页面存档备份，存于）